# Àquila de Sinope

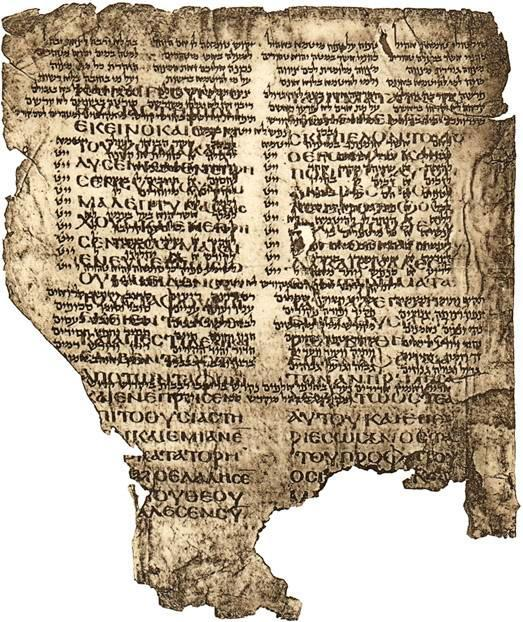
Palimpsest del Segon llibre dels Reis per Àquila de Sinope.

Àquila de Sinope (en grec Ακύλας) fou un natiu del Pont a Anatòlia del segle ii, conegut per ser l'autor d'una traducció literal de la Bíblia hebrea al grec aproximadament l'any 130 dC.Fou un prosèlit del judaisme, deixeble del Rabí Akiva, i se l'identifica de vegades amb Onquelos, nom que es dona a una versió aramea de la Bíblia o Tàrgum. Una teoria és que el nom Onquelos és simplement una corrupció de la paraula Àquila, associada en error amb l'arameu en comptes de la traducció grega. Tanmateix, aquesta afirmació no ha estat acceptada generalment.
Es pensà que l'Hexapla era l'única còpia en existència de la traducció d'Àquila, però el 1897 portaren fragments de dos còdexs a la Biblioteca de la Universitat de Cambridge. Els fragments han estat publicats, contenen 1 Reis 20, 7-17; 2 Reis 23, 12-27 per Francis Crawford Burkitt el 1897, i contenen parts dels Salms 90-103 per C. Taylor el 1899.
Un altre Àquila, jueu de Corint, fou convertit per Pau de Tars, a qui acompanyà a Efes. Els grecs ortodoxos el recorden com a sant el 8 de juliol.